# Novi Grad (Oprisavci)
Novi Grad es una localidad de Croacia en el ejido del municipio de Oprisavci, condado de Brod-Posavina.

## Geografía
Se encuentra a una altitud de 85 m s. n. m. a 222 km de la capital nacional, Zagreb.

## Demografía
En el censo 2011 el total de población de la localidad fue de 303 habitantes.
| Gráfica de población de Novi Grad 1857-2011                         |
|                                                                     |
| Según los censos de población de la oficina estadística de Croacia. |